# Goldbug
Goldbug est un super-vilain de l'univers de Marvel Comics, créé par Marv Wolfman et Lee Elias. Il est apparu pour la première fois dans Power Man #41, en 1977.

## Biographie fictive
Le voleur professionnel Matthew Gliden, obsédé par l'or, employa le Bricoleur pour qu'il mette au point une armure spéciale. Sous l'identité de jack Smith, il travailla comme cadre pour une entreprise de transport de fonds, qu'il volait la nuit dans l'armure de Goldbug.
Pour se couvrir, le Texan criminel engagea Luke Cage comme garde spécial, dans le seul but de l'accuser du vol. Durant le vol, Goldbug manqua presque de tuer Cage, mais ce dernier fut sauvé par Thunderbolt. Les deux héros trouvèrent vite le repaire du voleur mais ce dernier s'échappa.
Plus tard, Gliden fut contacté par le despote Tyrannus pour piéger Hulk dans la cité perdue d'El Dorado. Blessé, il fut soigné par les habitants. Goldbug aida finalement Hulk à vaincre Tyrannus, et le duo fut téléporté à NYC, où le voleur échappa à la colère du monstre vert. Mais il tomba nez à nez avec les Héros à Louer  qui le livrèrent aux autorités.
À sa libération, Gliden construisit un nouvel équipement, mais se retrouva presque ruiné. Il proposa ses services à la Maggia, mais à la suite d'un vol raté par l'intervention de Spider-Man, la pègre le laissa pour mort, irradié et noyé dans les eaux du port.
Goldbug survécut mais se retrouva donc gravement irradié par l'or volé dans le laboratoire de l'Empire State University. Ayant entendu parler d'un building changé en or par le Beyonder et jeté dans l'océan, il demanda au Bricoleur de lui construire un sous-marin. Son plan échoua à cause de l'intervention de Namor. Débiteur du Bricoleur, Gliden se retrouva forcé de travailler pour lui et son allié d'alors, le Premier Ministre de Latvérie.

### Civil War
Quand le SH Registration Act fut voté, Gliden décida de quitter le pays. Il en fut empêché par les Nouveaux Héros à Louer (Heroes For Hire), chasseurs de primes. Il s'associa avec le Plunderer, et le duo fut amené par Diamondback à la Résistance de Captain America, les Vengeurs Secrets, à qui ils offrirent leurs services. Mais tous deux furent tout de suite abattus par le Punisher.

## Pouvoirs et capacités
- Les pouvoirs de Goldbug venaient d'un exosquelette doré pouvant soulever 250 kg. Renforcé d'or et d'acier, le costume le protégeait des blessures. Il était recouvert d'un enzyme capable de dissoudre l'or.
- Le casque possédait divers radars et capteurs, dont un capable de localiser l'or.
- Son costume était aussi équipé d'un parachute intégré et de petites capsules d'acide et des bombes à pression.
- Goldbug utilisait aussi un pistolet qui projetait de la poussière d'or, devenant solide en quelques instants et pouvant donc asphyxier ses cibles.
- Pour se déplacer, Goldbug utilisait des hovercrafts dorés et silencieux, contrôlés à distance. Tous étaient équipés de différents capteurs et radars mais chacun possédait un type d'armement : bazooka, laser, aimant. L'un d'eux fonctionnait à l'énergie gamma, un autre à l'essence...
- À une occasion, Goldbug a utilisé un sous-marin camouflé et invisible aux radars, et armé de lasers et d'un filet en titanium.